# NGC 4329
NGC 4329 est une galaxie elliptique située dans la constellation du Corbeau. NGC 4329 a été découverte par l'astronome britannique John Herschel en 1828.

## Caractéristiques

### Distance
Sa vitesse par rapport au fond diffus cosmologique est de4 595 ± 51 km/s, ce qui correspond à une distance de Hubble de 67,8 ± 4,8 Mpc (∼221 millions d'al).
À ce jour, une mesure non basée sur le décalage vers le rouge (redshift) donne une distance d'environ 44,200 Mpc (∼144 millions d'al). Cette valeur est loin à l'extérieur des valeurs de la distance de Hubble. Notons cependant que c'est avec la valeur moyenne des mesures indépendantes, lorsqu'elles existent, que la base de données NASA/IPAC calcule le diamètre d'une galaxie et qu'en conséquence le diamètre de NGC 4329 pourrait être d'environ 47,3 kpc (∼154 000 al) si on utilisait la distance de Hubble pour le calculer.